# Ancil Farrier
Ancil Farrier (Los Bajos, 21 luglio 1986) è un ex calciatore trinidadiano, difensore.